# 930
930（九百三十、きゅうひゃくさんじゅう）は自然数、また整数において、929の次で931の前の数である。

## 性質
- 930は合成数であり、約数は1, 2, 3, 5, 6, 10, 15, 30, 31, 62, 93, 155, 186, 310, 465, 930である。
  - 約数の和は2304。
  - 約数の和が平方数になる42番目の数である。1つ前は889、次は935。
- 228番目の過剰数である。1つ前は928、次は936。
- 約数を16個もつ43番目の数である。1つ前は920、次は945。
- 9302 + 1 = 864901であり、n 2 + 1 が素数になる106番目の数である。1つ前は920、次は936。(オンライン整数列大辞典の数列 A005574)
- 930 = 2 × 3 × 5 × 31
  - 15番目の四素合成数である。1つ前は910、次は966。(オンライン整数列大辞典の数列 A046386)
- 30番目の矩形数（30 × 31）である。1つ前は870、次は992。
- 930 = 301 + 302 = 312 − 311
  - 30の自然数乗の和とみたとき1つ前は30、次は27930。
  - 930 = 2 + 4 + 6 + 8 + 10 + … + 58 + 60
- 1～121までの約数の個数を加えると6510個になり930の7倍になる。1～n までの約数の個数が n の整数倍になる12番目の数である。1つ前は347 (6倍)、次は2548 (8倍)。(オンライン整数列大辞典の数列 A050226)
  - n 倍になる最小の数とみたとき1つ前は336 (6倍)、次は2548 (8倍)。(オンライン整数列大辞典の数列 A085567)
- 930 = 12 + 202 + 232 = 42 + 172 + 252 = 52 + 82 + 292 = 52 + 112 + 282 = 72 + 162 + 252 = 132 + 192 + 202
  - 3つの平方数の和6通りで表せる70番目の数である。1つ前は921、次は962。(オンライン整数列大辞典の数列 A025326)
  - 異なる3つの平方数の和6通りで表せる43番目の数である。1つ前は902、次は934。(オンライン整数列大辞典の数列 A025344)
- n = 930 のとき n と n + 1 を並べた数を作ると素数になる。n と n + 1 を並べた数が素数になる112番目の数である。1つ前は920、次は936。(オンライン整数列大辞典の数列 A030457)
- 約数の和が930になる数は4個ある。(464, 488, 725, 929) 約数の和4個で表せる17番目の数である。1つ前は816、次は1064。
- 各位の和が12になる73番目の数である。1つ前は921、次は1029。

## その他 930 に関連すること
- 旧約聖書の創世記においてアダムの享年年齢である。次のセトは912。(オンライン整数列大辞典の数列 A175726)
- ポルシェ・911の2代目モデルの型式は930である。
- 930プラス
- 930CA
- 930SH
- 930SC
- 930N
- 930P
- 0930